# Skjern Å
Skjern å är ett vattendrag i Danmark. Den ligger i Region Mittjylland och mynnar i Ringkøbing Fjord i västra delen av landet. Ån ligger naturskönt och var föreslagen att upphöjas till nationalpark.
Skjern å är ett av Danmarks största vattendrag. Dess större tillflöden är Brande Å, Holtum Å, Rind Å, Karstoft Å, Vorgod Å och Omme Å.
Den rinner upp på gränsen mellan Hedensteds kommun och Vejle kommun, rinner genom sjöarna Rørbæk Sø och Kulsø, passerar norr om Brande i Ikast-Brande kommun och genom den södra delen av Herning kommun för att slutligen mynna ut i Ringkøbing Fjord sydväst om Skjern i Ringkøbing-Skjerns kommun.